# 용매

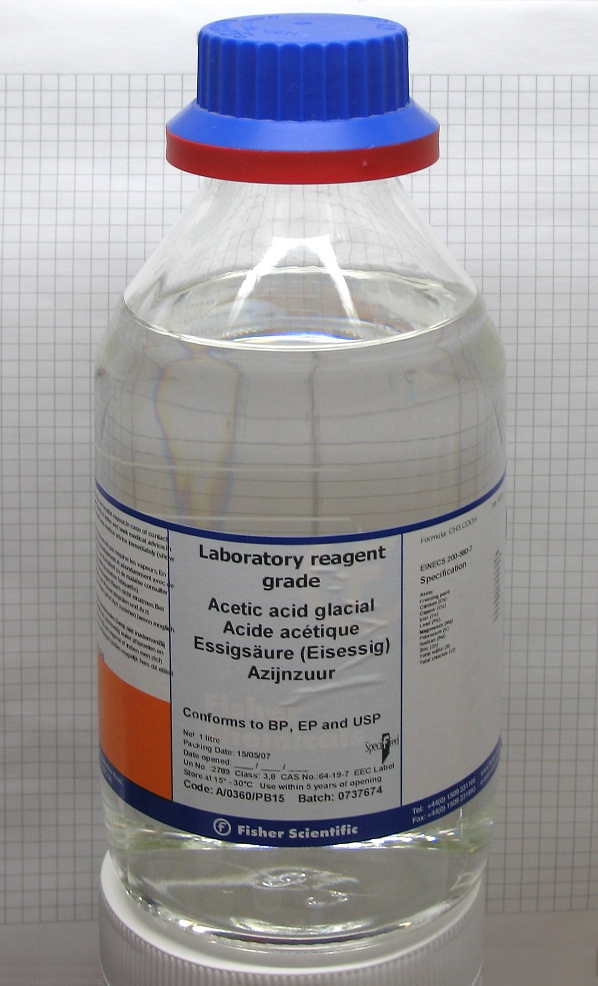
아세트산이 들어있는 유리병

용매(溶媒, solvent)는 용액의 매체가 되어 용질을 녹이는 물질로, 주로 액체나 기체상을 띤다. 예를 들어 액체에 물질을 녹여 용액을 만들 때나 액체에 액체가 녹아들어가는 경우에 그 양이 많은 쪽의 액체를 용매라고 하며, 용액 중에서 용매는 용질에 비해 용액을 구성하는 비율이 높다. 액체상의 용매의 경우 공통적으로 끓는 점이 낮아 휘발성을 가지고 있는 경우가 있다. 용매는 액체상이 아닌 혼합물에서 특정 물질을 추출할 때에 사용된다.
용매가 액체 상태에 있는 경우, 용매가 어느 종류의 물질이냐에 따라 무기 용매와 유기 용매로 구분한다. 대표적인 무기 용매는 물이며, 유기 용매로는 에테르나 아세톤, 알코올 등을 들 수 있다.
대표적인 극성 용매로는 물, 에탄올, 아세톤 등이 있고, 대표적인 무극성 용매로는 사이클로헥세인 사염화탄소, 벤젠 등이 있다.

## 물리적 특성

### 일반 용매 특성
| 용매                       | 화학식              | 끓는점 (°C)   | 비유전율      | 밀도 (g/mL)         | 이중 극자 능률 (D) |
| 탄화수소 용매              | 탄화수소 용매       | 탄화수소 용매 | 탄화수소 용매 | 탄화수소 용매       | 탄화수소 용매      |
| -------------------------- | ------------------- | ------------- | ------------- | ------------------- | ------------------ |
| 펜테인                     | CH3CH2CH2CH2CH3     | 36.1          | 1.84          | 0.626               | 0.00               |
| 헥세인                     | CH3CH2CH2CH2CH2CH3  | 69            | 1.88          | 0.655               | 0.00               |
| 벤젠                       | C6H6                | 80.1          | 2.3           | 0.879               | 0.00               |
| 톨루엔                     | C6H5-CH3            | 111           | 2.38          | 0.867               | 0.36               |
| 에터 용매                  |                     |               |               |                     |                    |
| 1,4-다이옥세인             | C4H8O2              | 101.1         | 2.3           | 1.033               | 0.45               |
| 다이에틸 에터              | CH3CH2-O-CH2CH3     | 34.6          | 4.3           | 0.713               | 1.15               |
| 테트라히드로푸란 (THF)     | C4H8O               | 66            | 7.5           | 0.886               | 1.75               |
| 클로로카본 용매            |                     |               |               |                     |                    |
| 클로로포름                 | CHCl3               | 61.2          | 4.81          | 1.498               | 1.04               |
|                            |                     |               |               |                     |                    |
| 다이클로로메테인 (DCM)     | CH2Cl2              | 39.6          | 9.1           | 1.3266              | 1.60               |
| 초산 에틸                  | CH3-C(=O)-O-CH2-CH3 | 77.1          | 6.02          | 0.894               | 1.78               |
| 아세톤                     | CH3-C(=O)-CH3       | 56.1          | 21            | 0.786               | 2.88               |
| 디메틸포름아미드 (DMF)     | H-C(=O)N(CH3)2      | 153           | 38            | 0.944               | 3.82               |
| 아세토니트릴 (MeCN)        | CH3-C≡N             | 82            | 37.5          | 0.786               | 3.92               |
| 다이메틸 설폭사이드 (DMSO) | CH3-S(=O)-CH3       | 189           | 46.7          | 1.092               | 3.96               |
| 나이트로메테인             | CH3-NO2             | 100–103       | 35.87         | 1.1371              | 3.56               |
| 프로필렌 카보네이트        | C4H6O3              | 240           | 64.0          | 1.205               | 4.9                |
| 극 프로톤 용매             |                     |               |               |                     |                    |
| 암모니아                   | NH3                 | -33.3         | 17            | 0.674 (at -33.3 °C) | 1.42               |
| 폼산                       | H-C(=O)OH           | 100.8         | 58            | 1.21                | 1.41               |
| n-부탄올                   | CH3CH2CH2CH2OH      | 117.7         | 18            | 0.810               | 1.63               |
| 아이소프로필 알코올 (IPA)  | CH3-CH(-OH)-CH3     | 82.6          | 18            | 0.785               | 1.66               |
| n-프로판올                 | CH3CH2CH2OH         | 97            | 20            | 0.803               | 1.68               |
| 에탄올                     | CH3CH2OH            | 78.2          | 24.55         | 0.789               | 1.69               |
| 메탄올                     | CH3OH               | 64.7          | 33            | 0.791               | 1.70               |
| 아세트산                   | CH3-C(=O)OH         | 118           | 6.2           | 1.049               | 1.74               |
| 물                         | H-O-H               | 100           | 80            | 1.000               | 1.85               |

## 같이 보기
- 건설
- 국제 암 연구 기관
- 오염
- 용해
- 수질 오염